# Cósmido
Los cósmidos son vectores de clonación, que han sido ampliamente usados en la elaboración de genotecas de ADN genómicos de gran tamaño, ya que permiten la introducción de insertos de ADN de hasta 45 kb, mucho mayores a los insertos que admiten los fagémidos.
Realmente un cósmido consiste en un plásmido al cual se le han adicionado unos segmentos del genoma de un bacteriófago, el fago λ. 
Un cósmido contiene:
- Del plásmido, el ori C y un gen de resistencia a un antibiótico, esto depende del tipo de plásmido del cual derive y, por tanto puede contener más segmentos como por ejemplo el gen LacZ, que permite la selección blanco/azul de las colonias.
- Del fago λ, los extremos COS, extremos complementarios del genoma del fago y que se emplean para la recircularización del mismo.

Estos vectores facilitan el trabajo porque permiten el empaquetamiento in vitro de las secuencias entre dos extremos COS y usar los fagos empaquetados para transfectar cepas de E. coli, consiguiendo un plásmido en la bacteria, ya que el cósmido se recirculariza al entrar gracias a los extremos COS.
También tiene genes de resistencia a antibióticos de origen plasmídico, que ayudan en la identificación de células huéspedes que contienen los cósmidos recombinantes.
Después de insertar fragmentos de ADN, los cósmidos recombinantes se empaquetan en la cápside proteica de λ para formar partículas fágicas infectivas. Una vez que en la célula huésped, el cósmido se replica como plásmido.

## Procedimiento de clonación
- a) Según los sitios de múltiple clonamiento (MSC) o los sitios de restricción, se digiere el cósmido con la enzima de restricción correspondiente a la estrategia experimental, cortando al cósmido por los extremos cos, linealizándolo.

- b) Se trata con una fosforilasa, que hidroliza los grupos P de los extremos 5’, con el fin de evitar que el inserto se agregue a un extremo.

- c) Se trata nuestra muestra de ADN y el cósmido con enzimas de restricción compatibles.

- d) Se mezcla la muestra con el cósmido y se añade ADN ligasa.

- Si seleccionamos aquellos cósmidos que hayan quedado con un tamaño apropiado, podemos encapsidarlos en el fago lambda. Después infectamos y seleccionamos las bacterias gracias a que el cósmido lleva un gen de resistencia a ampicilina.